# Billy, don't be a hero
Billy, don’t be a hero is een lied geschreven door Mitch Murray en Peter Callander.

## Algemeen
Het is een anti-oorlogslied dat op singles verscheen in 1974. Vanwege die tijd dacht men in eerste instantie dat het ging om een protestlied tegen de Oorlog in Vietnam maar later bleek uit platenhoes en videoclip dat het ging om de Amerikaanse Burgeroorlog, meer dan een eeuw eerder.
Het lied gaat over een jongedame die haar man vanuit hun dorp ziet meelopen met een regiment om uiteindelijk de oorlog in te trekken. Ze klaagt:
"Billy, don't be a hero! Don't be a fool with your life!
"Billy, don't be a hero! Come back and make me your wife!
"And as Billy started to go, she said, 'Keep your pretty head low!' 
"Billy, don't be a hero! Come back to me!"
Verderop in het lied wordt beschreven dat Billy toch het leven laat als hij als koerier tijdens het zoeken naar versterking wordt neergeschoten. Het slot wordt gevormd door de vrouw, die de brief van het Ministerie van Oorlog haar zond in verband met het heroïsche eind van zijn leven.

## Paper Lace
Het Britse Paper Lace bracht het in 1974 uit als hun debuutsingle, nadat ze waren “ontdekt” door het schrijversduo Murray en Callander. Het nummer haalde de eerste plaats in Engeland.

### Hitnotering
In Nederland sloeg het lied niet aan; in België nauwelijks.

#### BelgischeBRT Top 30
| Hitnotering: 11-5-1974 t/m 17-5-1974 | Hitnotering: 11-5-1974 t/m 17-5-1974 | Hitnotering: 11-5-1974 t/m 17-5-1974 |
| Week:                                | 1                                    |                                      |
| ------------------------------------ | ------------------------------------ | ------------------------------------ |
| Positie:                             | 25                                   | uit                                  |

### UK Singles Chart
| Hitnotering: 23-2-1974 t/m 31-5-1974 | Hitnotering: 23-2-1974 t/m 31-5-1974 | Hitnotering: 23-2-1974 t/m 31-5-1974 | Hitnotering: 23-2-1974 t/m 31-5-1974 | Hitnotering: 23-2-1974 t/m 31-5-1974 | Hitnotering: 23-2-1974 t/m 31-5-1974 | Hitnotering: 23-2-1974 t/m 31-5-1974 | Hitnotering: 23-2-1974 t/m 31-5-1974 | Hitnotering: 23-2-1974 t/m 31-5-1974 | Hitnotering: 23-2-1974 t/m 31-5-1974 | Hitnotering: 23-2-1974 t/m 31-5-1974 | Hitnotering: 23-2-1974 t/m 31-5-1974 | Hitnotering: 23-2-1974 t/m 31-5-1974 | Hitnotering: 23-2-1974 t/m 31-5-1974 | Hitnotering: 23-2-1974 t/m 31-5-1974 | Hitnotering: 23-2-1974 t/m 31-5-1974 |
| Week:                                | 1                                    | 2                                    | 3                                    | 4                                    | 5                                    | 6                                    | 7                                    | 8                                    | 9                                    | 10                                   | 11                                   | 12                                   | 13                                   | 14                                   |                                      |
| ------------------------------------ | ------------------------------------ | ------------------------------------ | ------------------------------------ | ------------------------------------ | ------------------------------------ | ------------------------------------ | ------------------------------------ | ------------------------------------ | ------------------------------------ | ------------------------------------ | ------------------------------------ | ------------------------------------ | ------------------------------------ | ------------------------------------ | ------------------------------------ |
| Positie:                             | 38                                   | 15                                   | 8                                    | 1                                    | 1                                    | 1                                    | 2                                    | 2                                    | 10                                   | 15                                   | 31                                   | 40                                   | 48                                   | 49                                   | uit                                  |

## Bo Donaldson
In de Verenigde Staten werd het uitgebracht door Bo Donaldson and the Heywoods. Deze versie stond twee weken nummer 1 in de Billboard Hot 100, maar in Nederland en het Verenigd Koninkrijk liet men het links liggen.

### Hitnotering

#### BelgischeBRT Top 30
In België sloeg het liedje matig aan, net als de versie van Paper Lace.
| Hitnotering: 15-6-1974 t/m 21-6-1974 | Hitnotering: 15-6-1974 t/m 21-6-1974 | Hitnotering: 15-6-1974 t/m 21-6-1974 |
| Week:                                | 1                                    |                                      |
| ------------------------------------ | ------------------------------------ | ------------------------------------ |
| Positie:                             | 24                                   | uit                                  |